# S/2006 S 1
S/2006 S 1 е естествен спътник. Откритието е обявено от Скот Шепърд, Дейвид Джуит, Ян Клайн и Брайън Марсдън на 26 юни 2006 г. от наблюдения направени между 4 януари и 30 април 2006. S/2006 S 1 е около 6 км в диаметър и орбитира около Сатурн на средна дистанция 18,930.2 милиона мили за 972,407 дни, при инклинация 154.2° към еклиптиката в ретроградно направление с ексцентричност 0.1303.